# 達爾丹·貝里沙
達爾丹·貝里沙（波蘭語：Dardan Berisha，1988年11月15日—），波蘭籃球運動員。他是一位科索沃裔波蘭人。他也代表波蘭國家男子籃球隊參賽。

## 外部連結
- 達爾丹·貝里沙在fiba.basketball（英语）
- 達爾丹·貝里沙在archive.fiba.com（archived）（英语）
- 達爾丹·貝里沙在亞得里亞海聯賽（英语）
- 達爾丹·貝里沙在義大利籃球聯賽（意大利语）
- 達爾丹·貝里沙在Basketball-Reference.com（國際）（英语）
- 達爾丹·貝里沙在Eurobasket.com（球員）（英语）
- 達爾丹·貝里沙在RealGM（英语）
- 達爾丹·貝里沙在Proballers（英语）